# Gary Rydstrom
Gary Rydstrom, född 29 juni 1959 i Chicago, Illinois, är en amerikansk ljudmixare och regissör som har vunnit sju Oscar och nominerats för ytterligare åtta Oscar. 
I tre filmer har han vunnit två Oscar för bästa ljud och bästa ljudredigering, däribland Terminator 2 – Domedagen, Jurassic Park och Rädda menige Ryan. Filmerna Rydstrom har vunnit för har skett i samarbete med ljudmixaren Gary Summers.

## Filmografi
Som ljuddesigner eller ljudmixare

- 1984 – Indiana Jones och de fördömdas tempel (ljudtekniker)
- 1985 – Ewoks: Flykten från Endor (ljudtekniker)
- 1985 – Remo – obeväpnad, men livsfarlig (tramp)
- 1987 – Captain EO
- 1987 – Det våras för rymden
- 1988 – Colors
- 1988 – Willow (tramp)
- 1989 – Always
- 1989 – Knick Knack (kortfilm)
- 1991 – Eldstorm
- 1991 – Terminator 2 – Domedagen (Vann 2 Oscar)
- 1992 – Ensam ung kvinna söker
- 1993 – Jurassic Park (Vann 2 Oscar)
- 1993 – Välkommen Mrs. Doubtfire
- 1994 – Baby på vift
- 1995 – Casper
- 1995 – Jumanji
- 1995 – Strange Days
- 1995 – Toy Story
- 1996 – Mission: Impossible
- 1996 – James och jättepersikan
- 1997 – Herkules
- 1997 – The Lost World: Jurassic Park
- 1997 – Titanic (Vann 1 Oscar)
- 1998 – Ett småkryps liv
- 1998 – Rädda menige Ryan (Vann 2 Oscar)
- 1999 – Star Wars: Episod I – Det mörka hotet
- 1999 – Toy Story 2
- 2000 – 102 dalmatiner
- 2001 – Atlantis – En försvunnen värld
- 2001 – Monsters, Inc.
- 2002 – Minority Report
- 2002 – Punch-Drunk Love
- 2002 – Star Wars: Episod II – Klonerna anfaller
- 2003 – Hitta Nemo
- 2003 – Hulk
- 2003 – Peter Pan
- 2006 – Upplyft
- 2011 – Mission: Impossible – Ghost Protocol
- 2012 – Lincoln
- 2012 – Modig
- 2012 – Röjar-Ralf
- 2012 – War Horse
- 2015 – Spionernas bro
- 2015 – Star Wars: The Force Awakens
- 2015 – Tomorrowland: A World Beyond
- 2016 – Stora vänliga jätten
- 2017 – The Post
- 2018 – Ready Player One
- 2018 – Röjar-Ralf kraschar internet
- 2019 – Ad Astra
- 2021 – West Side Story
- 2022 – The Fabelmans